# Larentia omphacina
Larentia omphacina là một loài bướm đêm trong họ Geometridae.